# Лозанич, Сима

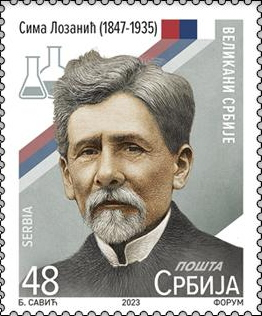
Почтовая марка Сербии 2023 года

Сима Лозанич (серб. Сима Лозанић; 24 февраля 1847, Белград, Княжество Сербия — 7 июля 1935, Белград, Королевство Югославия) — сербский политический и государственный деятель, дипломат, химик, педагог, профессор. Президент Сербской королевской академии наук и искусств (1899—1900 и 1903—1906).

## Биография
Изучал право в Белграде, позже, химию в университете Цюриха у профессора Йоханнеса Вислиценуса, а затем у профессора Августа Вильгельма фон Гофмана в Берлине. В марте 1870 года в Цюрихском университете получил докторскую степень.
С 1872 по 1924 год читал лекции в Белградской высшей школе (ныне Белградский университет). Профессор философского факультета. Первый ректор Белградского университета (1905—1906). Первым почётный доктор наук Белградского университета.
В 1894, 1894—1895, 1897—1899 годах занимал пост министра промышленности Королевства Сербии, министр иностранных дел Королевства Сербии (1894, 1902—1903).
Был послом Сербии в Лондоне и Вашингтоне.

## Научная деятельность
Занимался исследованиями в области электросинтеза, в котором он изучал реакции СО и CO2 с другими веществами под действием электрического разряда.
Опубликовал более 200 научных работ по прикладной и экспериментальной химии.
Автор ряда учебников, которые охватывали различные области химии: неорганическая химия, органическая химия, аналитическая химия и химическая технология. Его учебники были всемирно известны и в некоторых областях были новаторскими. Например, учебник по неорганической химии Лозанича был первым европейским университетским учебником, ссылающимся на периодическую таблицу Д. И. Менделеева и один из первых, содержащий раздел по термохимии. Его учебники по органической химии являются одними из первых книг, в которых соединения были представлены структурными формулами.
Входит в сотню самых выдающихся сербов.